# Langvleugelvleermuis
De langvleugelvleermuis of Schreibers vleermuis (Miniopterus schreibersii) is een vleermuis uit het geslacht Miniopterus. Hij is genoemd naar K.F.A. von Schreibers, die rond 1817 directeur van het Weense Museum was. Het is een van de meest wijdverbreide zoogdieren, met een verspreiding die grote delen van de Oude Wereld omvat.

## Beschrijving
De langvleugelvleermuis heeft een kleine snuit en een hoog, rond voorhoofd. De vacht aan de bovenzijde is grijzig bruin tot asgrijs, met soms een lila glans. De onderzijde is lichter grijs. Volwassen vleermuizen uit Roemenië en Bulgarije hebben een kaneelbruine vlek op hun keel. De oren zijn kort en driehoekig en steken niet boven het hoofd uit. Zoals de naam al aangeeft, zijn de vleugels lang en smal. De snuit, oren en vleugels zijn grijzig bruin van kleur. De vleermuis wordt 50 tot 62 millimeter lang, met een staartlengte van 56 tot 64 millimeter. De spanwijdte is 305 tot 342 millimeter. De vleermuis weegt 9 tot 16 gram.

## Gedrag
De langvleugelvleermuis kan zeer snel vliegen, tot 55 kilometer per uur. Het is daarmee de snelste Europese vleermuissoort. Kort na zonsondergang komt het dier tevoorschijn. Hij jaagt vijf tot twintig meter boven de grond op vliegende insecten als muggen, motten en kevers. Hij heeft een voorkeur voor open gebied als jachtterrein.
De langvleugelvleermuis is zeer sociaal en een echte grotbewoner. De kraamkolonies bevinden zich in grotten, en soms ook in grote zolders, tot 1270 meter hoogte. Een kraamkolonie bestaat meestal uit meer dan duizend vrouwtjes. In enkele gevallen zijn meer dan veertigduizend dieren waargenomen in een kolonie. In de kraamkolonie verblijven de honderden jongen in aparte crèches. Ook mannetjes, onvolwassen dieren en andere vleermuissoorten (meestal uit het geslacht Myotis) kunnen worden aangetroffen in deze kraamkamers.
De langvleugelvleermuis overwintert in het noorden van zijn leefgebied tussen oktober en maart. De winter brengt de vleermuis door in grotten, waar de temperatuur tussen de zeven en de twaalf graden Celsius is. Tijdens de overwintering kan de soort van winterverblijf veranderen. Tussen het zomer- en winterverblijf ligt meestal geen grote afstand. In het noorden trekt hij in de winter naar zuidelijker gelegen verblijven, die meer dan honderd kilometer verderop kunnen liggen.

## Voortplanting
De paartijd valt in Europa in de herfst. De langvleugelvleermuis kent een verlengde draagtijd, waardoor de jongen acht tot negen maanden na de paring worden geboren. De vleermuis krijgt één jong, een enkele keer twee, die eind juni, begin juli wordt geboren. Na 37 tot 41 dagen kunnen de jongens vliegen. Het vrouwtje is geslachtsrijp in het tweede jaar. De langvleugelvleermuis kan 16 jaar oud worden.

## Verspreiding en leefgebied
De langvleugelvleermuis komt voor in rotsachtige streken en karstgebieden, van 0 tot 1000 meter hoogte, het liefst met grotten. In Europa komt hij niet noordelijker voor dan in Slowakije. In Duitsland is de soort uitgestorven, en wordt hij enkel als dwaalgast waargenomen. De soort komt ook voor in kleine gebiedjes in Afrika.
Miniopterus africanus · Miniopterus australis · Miniopterus fraterculus · Miniopterus fuscus · Miniopterus gleni · Miniopterus inflatus · Miniopterus macrocneme · Miniopterus magnater · Miniopterus majori · Miniopterus manavi · Miniopterus medius · Miniopterus minor · Miniopterus natalensis · Miniopterus paululus · Miniopterus pusillus · Miniopterus robustior · Langvleugelvleermuis (Miniopterus schreibersii) · Miniopterus shortridgei · Miniopterus tristis